# Andrzej Bachleda-Curuś (śpiewak)
Andrzej Bachleda-Curuś (ur. 9 września 1923 w Zakopanem, zm. 8 lutego 2009 tamże) – polski śpiewak operowy (tenor).
W młodości narciarz wyczynowy – zjazdowiec, był mistrzem Polski w narciarstwie alpejskim. Kontynuował rodzinne tradycje muzyczne – był wnukiem Krzysia Gąsienicy, górala-muzykanta, bohatera jednej z nowel Kazimierza Przerwy-Tetmajera ze zbioru Na skalnym Podhalu. Przez 10 lat uczył się gry na skrzypcach pod kierunkiem Karola Wierzuchowskiego, w latach 1947–1951 studiował w Państwowej Wyższej Szkole Muzycznej w Katowicach w klasie śpiewu Stefana Beliny-Skupniewskiego. W 1945 został laureatem I Ogólnopolskiego Konkursu Śpiewaczego w Krakowie.
Od 1951 był solistą Filharmonii Krakowskiej. W 1959 zdobył II nagrodę na Ogólnopolskim Konkursie Śpiewaczym im. M. Karłowicza w Warszawie. Wraz z zespołami Filharmonii Krakowskiej i Filharmonii Narodowej występował poza Polską, m.in. w krajach demokracji ludowej (Czechosłowacja, Rumunia, ZSRR). Największe uznanie wśród melomanów przyniosły mu wykonania pieśni romantycznych.
Ojciec narciarzy alpejczyków Andrzeja i Jana. Dziadek narciarza i gitarzysty Andrzeja. Zmarł dzień po śmierci młodszego syna. Został pochowany na Nowym Cmentarzu w Zakopanem (kw. L1-8-4).

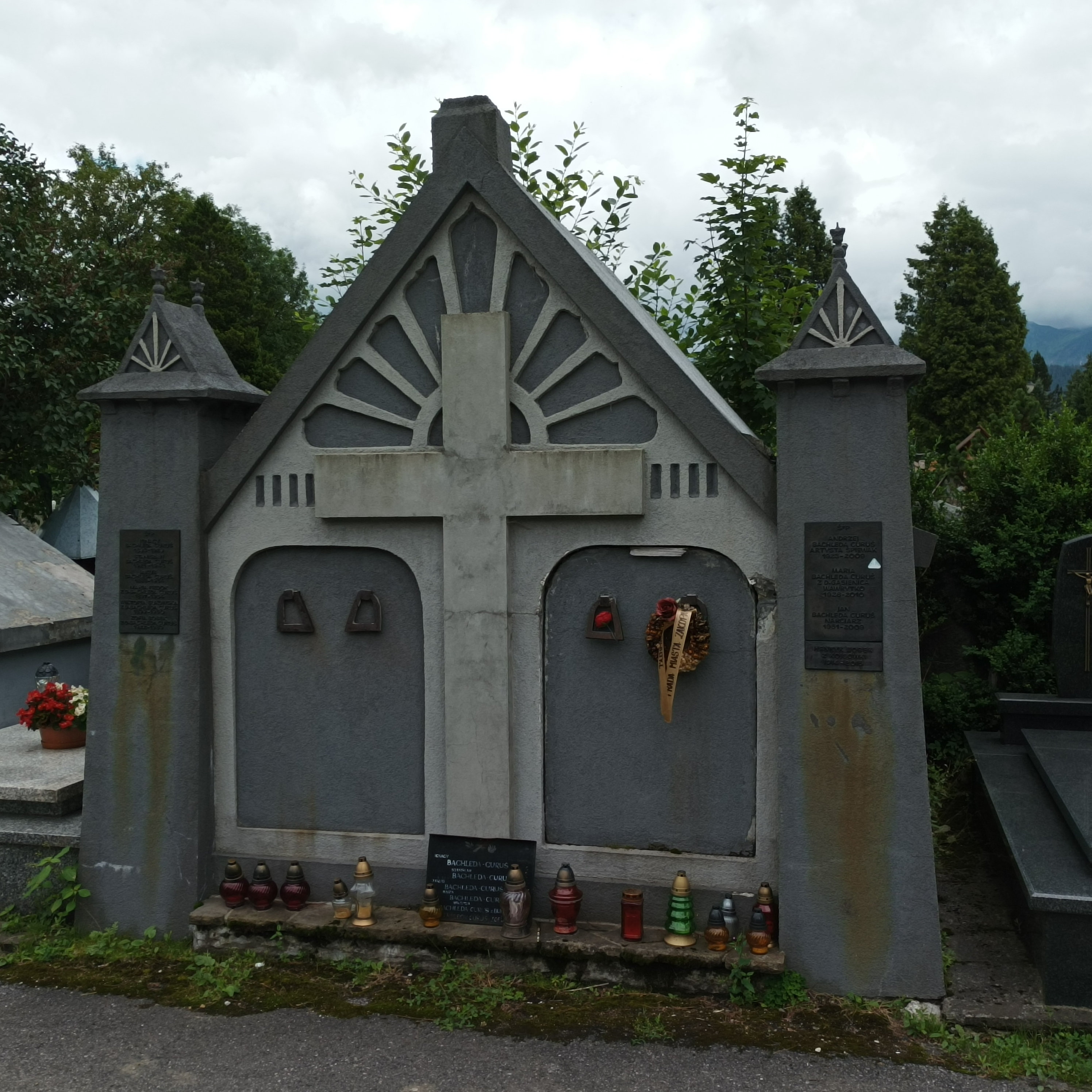
Grób Andrzeja i Jana Bachledy-Curusia na Nowym Cmentarzu w Zakopanem

Odznaczony Złotym Krzyżem Zasługi oraz pośmiertnie Krzyżem Oficerskim Orderu Odrodzenia Polski (Dz. Ust. z 2009, nr 30, poz. 445).